# ランドローバー・レンジローバーイヴォーク
レンジローバー イヴォーク（Range Rover Evoque）は、インド・タタ自動車の子会社である、イギリス・ランドローバーが生産し、販売している高級SUVである。
ランドローバー史上初めて気候変動問題に対処するために温室効果ガスの排出量削減を目指して設計された車種となる。また同社初の前輪駆動モデルも含まれている。
コンセプトモデルであるランドローバー・LRXは2008年1月の北米国際自動車ショーで発表された。市販型は、2010年7月1日にランドローバー創業40周年を記念してファッション雑誌「ヴォーグ」とのタイアップで、ロンドンのケンジントン宮殿で発表され、翌2011年7月4日から生産を開始。
ラグジュアリーSUVレンジローバーで知られるランドローバーが送り出した初のコンパクトSUVとして鮮烈なデビューを飾り、世界中で100以上の賞を受賞した。

## コンセプトカー (LRX)

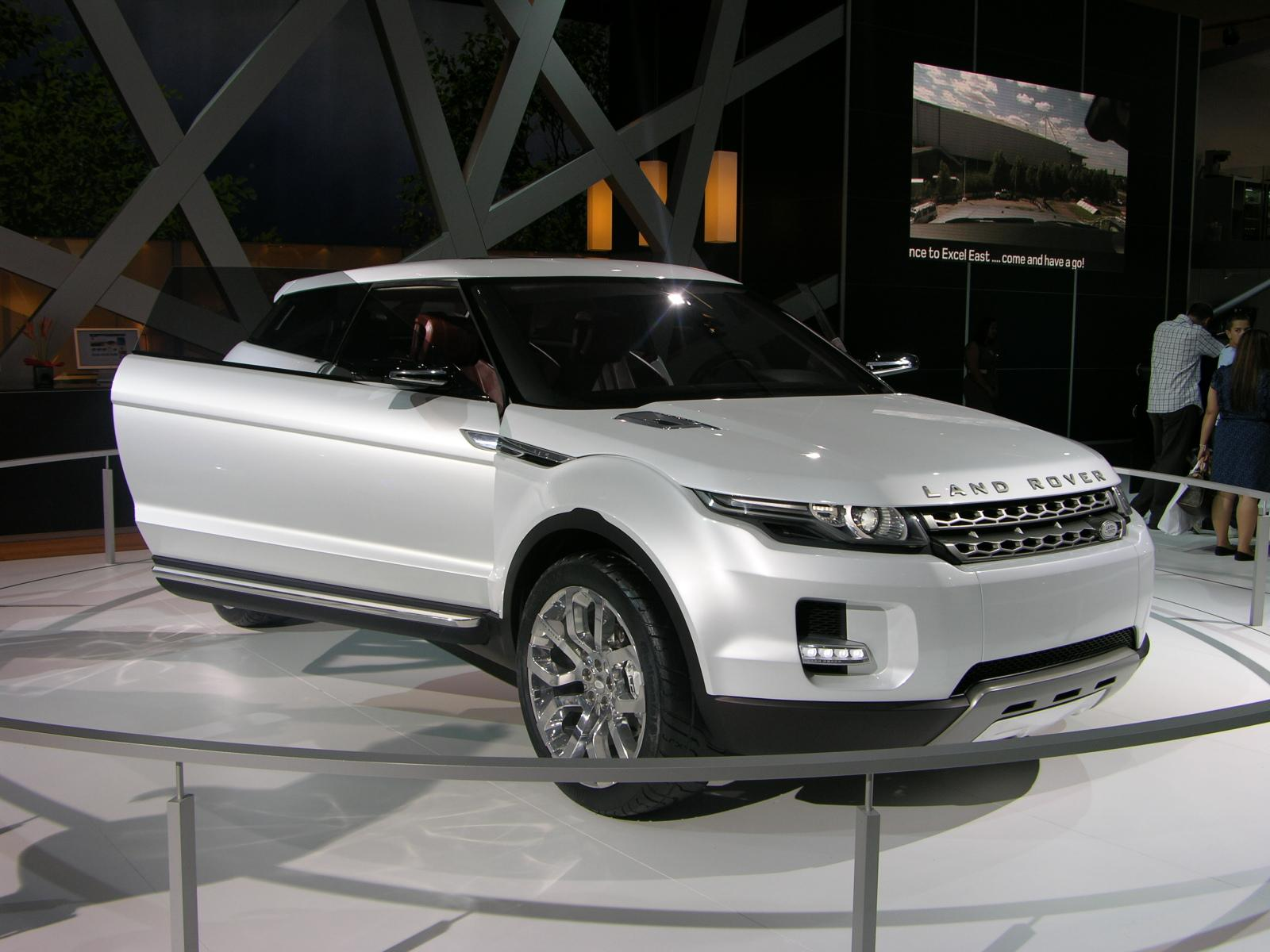
LRX

2008年1月、北米国際自動車ショーにてLRXとして発表された。2.0Lディーゼルハイブリッドエンジン、エレクトリック・リヤアクスル・ドライブ（ERAD）と呼ばれる電気駆動の四輪駆動システムが搭載された。

## 初代 (2011年 - 2019年) L538
2009年3月11日、英国政府はイヴォークの生産をリヴァプールヘイルウッド工場とすることを条件に、ランドローバーに2700万ポンドの助成を行うと発表した。これにより同社のラインナップに新しいモデルが追加されることが確定した。LRXコンセプトは3ドアであったが、量産車には5ドアモデルも含まれる。
2010年9月、パリモーターショーで「レンジローバー イヴォーク」を出展。
ボディバリエーションには3ドアのクーペと5ドアがある。グレードは、デザインテーマとして最も当初のコンセプトに近いPure（クーペ、5ドア）、レザーとウッドのインテリアを持つ豪華仕様のPresitige（5ドアのみ）、20インチホイールとそれに合わせたセッティングの足回りを持つスポーツバージョンのDynamic（クーペのみ） が設定されている。
2011年4月、価格が発表された。最も安い前輪駆動のPure（eD4エンジン、5ドア、MT）で27,955ポンド、最も高い四輪駆動のDynamic（Si4エンジン、3ドア、AT）モデルで44,320ポンドである。
前述の環境対策に不可欠な軽量化の他、LRXコンセプトで示した低いシルエットと必要最低限のヘッドクリアランスの両立、同社が創業時から訴求してきた高いオフロード性能といった相反する条件を満たすため、ランドローバーグループで最も小型のフリーランダー2のプラットフォームをベースとし、約90%の部品を刷新することでまとめ上げた。
エンジンはフォード系のエコブースト直列4気筒ターボ204PT型を搭載する。トランスミッションには、アイシンAW（現・アイシン）TF-80 SC型6速ATと、アイシンAI（現・アイシン）BG6型6速MTを採用。ATはダイヤル式セレクターとなっている。2014年モデルより世界初の乗用車向け9速ATであるZF・9HPが搭載され、エンジンの回転数を低く抑えることにより、高速巡回時の快適性とノイズの低減、燃費の向上を図り、JC08モードでは10.6km/Lを記録した。
イヴォークは新しいラグジュアリーコンパクトSUVとして旋風を巻き起こし、ランドローバー史上最速となるわずか4年で販売台数50万台を突破。さらに初代の累計販売台数は、グローバルでは80万台以上、日本国内では1万台を超えたという。

### 日本での販売
- 2011年12月、東京モーターショー2011にて初めて日本で公開された。日本には「ピュア」「プレステージ」「クーペ ピュア」「クーペ ダイナミック」の4グレードが全車AT仕様で導入と発表された[10]。
- 2012年3月、発売開始。
- 2012年6月、2013年モデル発売。フロントグリルに「LAND ROVER」のオーバルバッジが追加された[11]。
- 2013年11月、2014年モデル発売。9速オートマチック・トランスミッションが搭載されたほか、「アイドリングストップ・システム」「4WDアクティブ・ドライブライン」「トルクベクタリング」が全車に搭載された。新設の追加オプションではドライバー・アシストとして「ブラインド・スポット・モニター」「パークアシスト」が搭載された[12]。
- 2014年8月、2015年モデル発売。新たに「Dynamic」と「Autobiography」が追加された[13]。

| グレード      | エンジン                    | 排気量  | 最高出力        | 変速機 | 駆動方式 | 発売日               | 価格    | 備考 |
| ------------- | --------------------------- | ------- | --------------- | ------ | -------- | -------------------- | ------- | ---- |
| Autobiography | 204PT型 直列4気筒DOHCターボ | 1,998cc | 240ps/34.7kg・m | 9速AT  | 4WD      | 2014年8月-           | 718万円 |      |
| Dynamic       | 204PT型 直列4気筒DOHCターボ | 1,998cc | 240ps/34.7kg・m | 9速AT  | 4WD      | 2014年8月-           | 626万円 |      |
| Prestige      | 204PT型 直列4気筒DOHCターボ | 1,998cc | 240ps/34.7kg・m | 9速AT  | 4WD      | 2013年11月-          | 588万円 |      |
| Pure          | 204PT型 直列4気筒DOHCターボ | 1,998cc | 240ps/34.7kg・m | 9速AT  | 4WD      | 2013年11月-          | 460万円 |      |
| Coupe Dynamic | 204PT型 直列4気筒DOHCターボ | 1,998cc | 240ps/34.7kg・m | 9速AT  | 4WD      | 2013年11月-          | 608万円 |      |
| Coupe Pure    | 204PT型 直列4気筒DOHCターボ | 1,998cc | 240ps/34.7kg・m | 9速AT  | 4WD      | 2013年11月-2014年7月 | 480万円 |      |
| Pure          | 204PT型 直列4気筒DOHCターボ | 1,998cc | 240ps/34.7kg・m | 6速AT  | 4WD      | 2012年3月-2013年11月 | 450万円 |      |
| Prestige      | 204PT型 直列4気筒DOHCターボ | 1,998cc | 240ps/34.7kg・m | 6速AT  | 4WD      | 2012年3月-2013年11月 | 578万円 |      |
| Coupe Pure    | 204PT型 直列4気筒DOHCターボ | 1,998cc | 240ps/34.7kg・m | 6速AT  | 4WD      | 2012年3月-2013年11月 | 470万円 |      |
| Coupe Dynamic | 204PT型 直列4気筒DOHCターボ | 1,998cc | 240ps/34.7kg・m | 6速AT  | 4WD      | 2012年3月-2013年11月 | 598万円 |      |

- 2015年7月、5ドアの「Dynamic」「Pure」グレードにインテリア、エクステリア共にブラックアウト化した特別100台限定車「アーバナイト」を発売。
- 2015年9月、2016年モデル発売。フェイスリフトを施したマイナーチェンジを行った。それに伴いグレード名も5ドアで「SE」「SE　plus」「HSE」「HSE　Dynamic」「Autobiography」と変更した。3ドアは「HSE　Dynamic」のみ。
- 2016年9月、2017年モデル発売。SUVとしては世界初のソフトトップルーフによるコンバーチブルモデルを発売した。コンバーチブルのグレードは「HSE　Dynamic」のみ。また5ドア、3ドア、コンバーチブルの全グレードにて10.2インチの静電式液晶タッチスクリーンを搭載し、ドライバーの利便性の向上を図った。
- 2018年、パワートレインを新世代ユニット「インジニウム」に変更。2.0 L直4ガソリンターボ（最高出力240ps／最大トルク340Nm）と、2.0 L直4ディーゼルターボ（同180ps／同430Nm）を新たに採用。

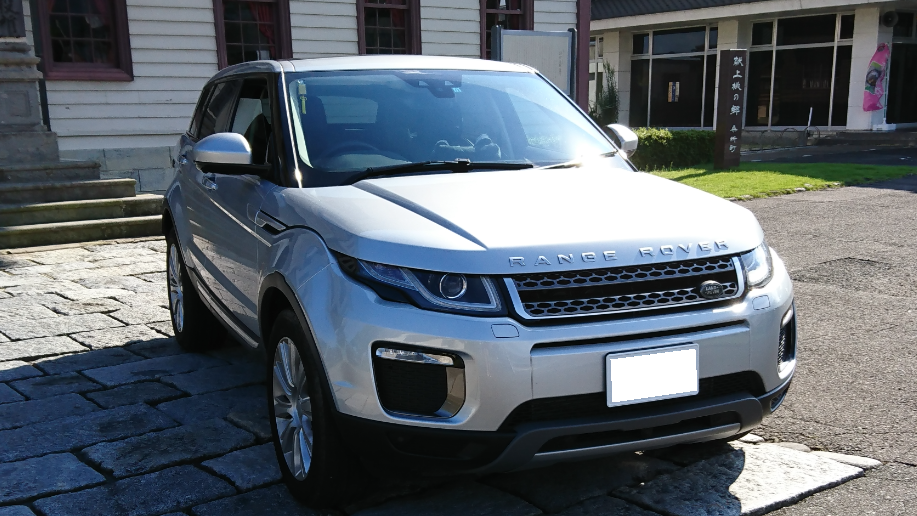
2016年モデル（HSE）フロント
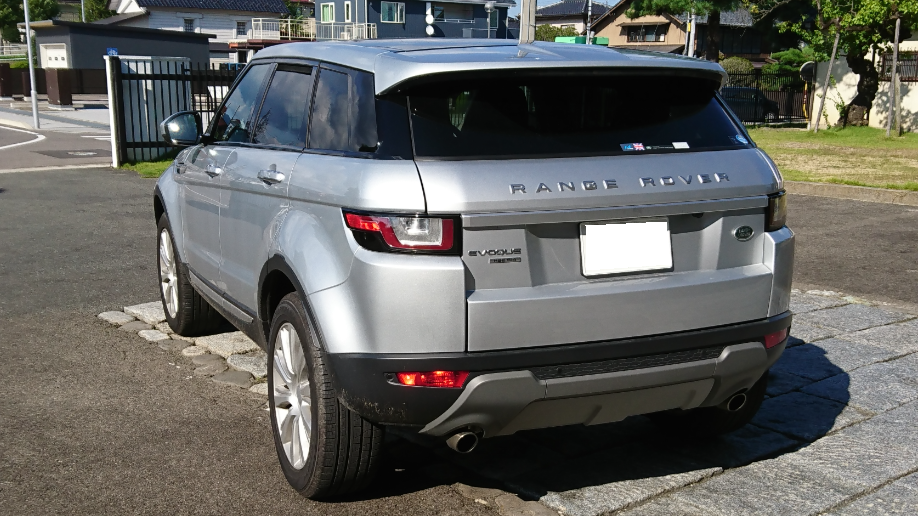
2016年モデル（HSE）リア
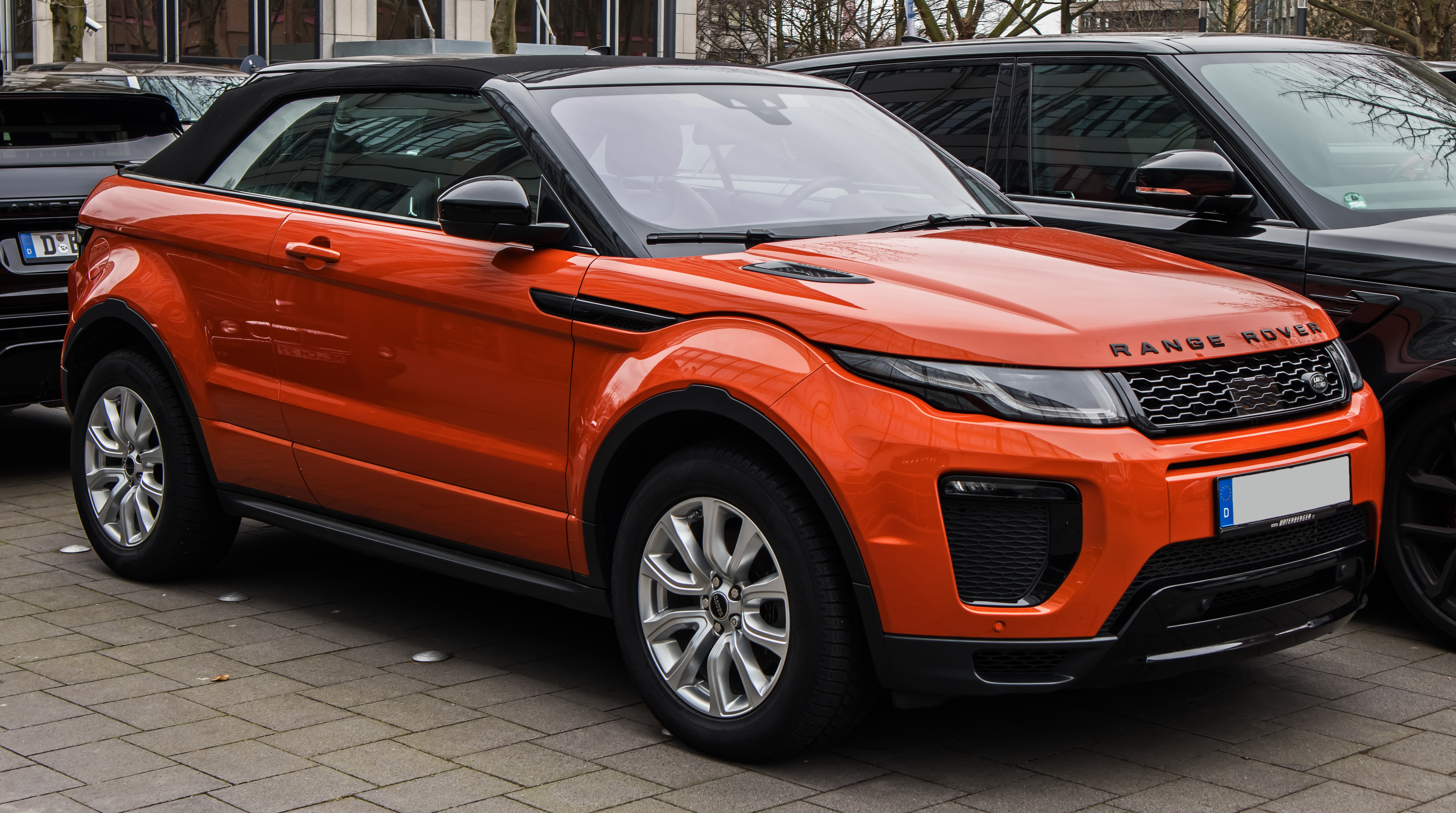
コンバーチブル フロント
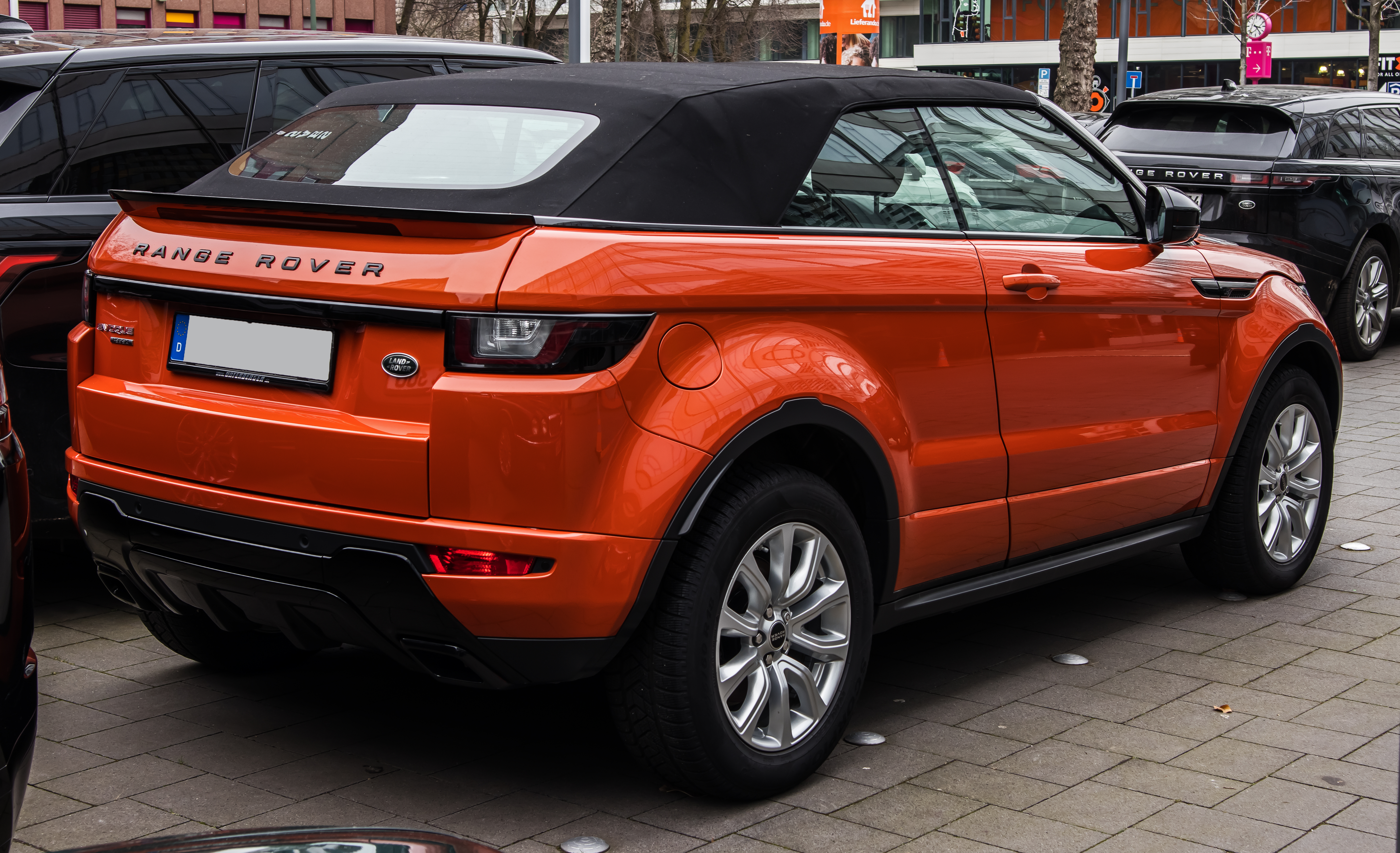
コンバーチブル リア

## 2代目 (2019年 -) L551

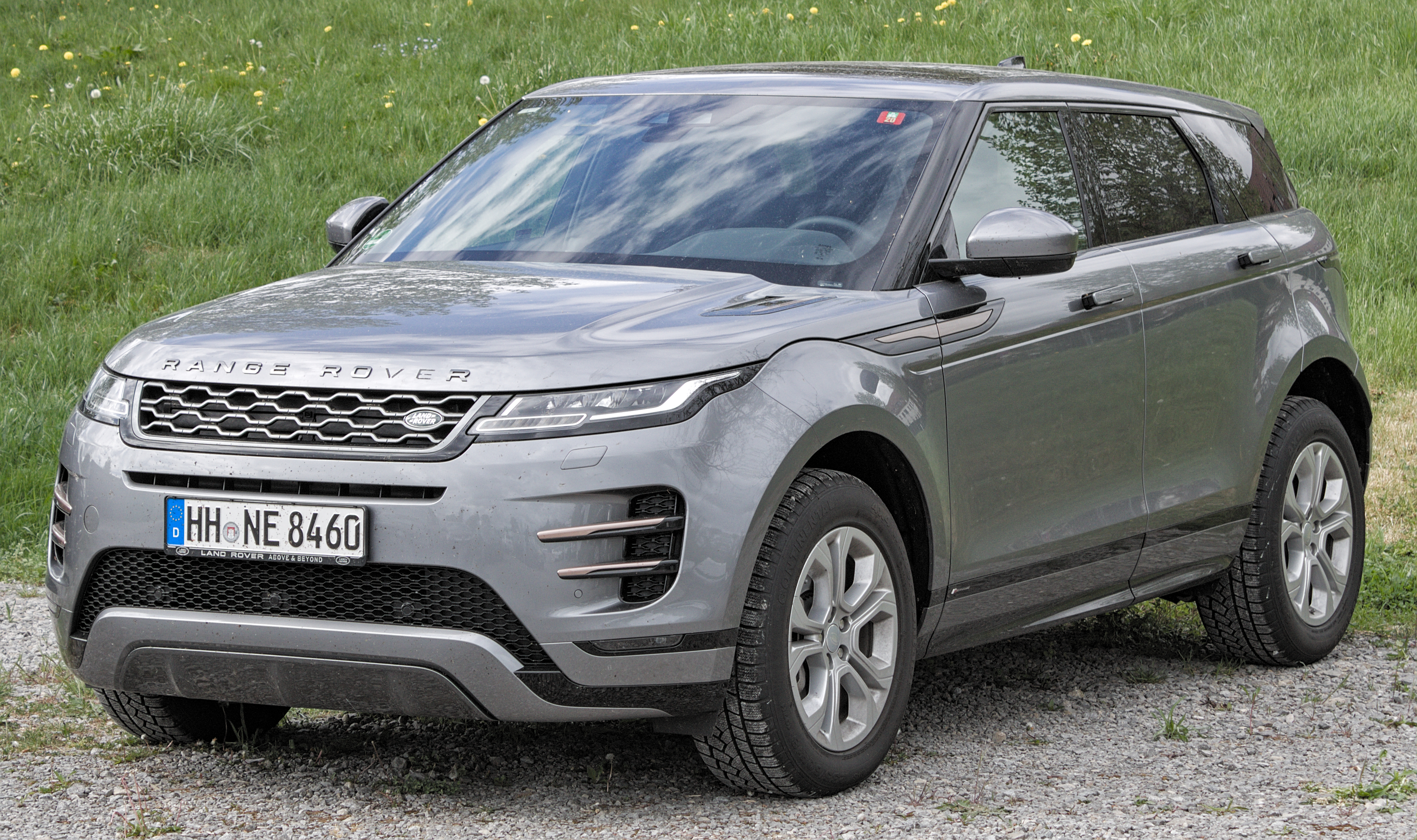
2代目イヴォーク

2018年11月、ロンドンにて発表。エンジンは2.0 L直列4気筒のインジニウムエンジンが採用され、ディーゼルが3種類（150ps/180ps/240ps）、ガソリンが3種類（200ps/249ps/300ps） 用意された。新型は電動化を想定した新世代プラットフォーム「新プレミアム・トランスバース・アーキテクチャ」に変更。ランドローバーでは初めてとなる48Vのマイルドハイブリッドシステムが導入されている。
新型の4WDには、「ドライブラインディスコネクト」付きの第2世代「アクティブドライブライン」と、快適性と俊敏性の最適バランスを実現する「アダプティブダイナミクス」を搭載した。レンジローバー譲りの「テレーンレスポンス2」は、走行可能水深が初代の500mmに対して最大600mmに向上されている。
さらに、カメラの画像をタッチスクリーンに映し出すことで、ドライバーがボンネット下を透視できる「グランド・ビュー・テクノロジー」を世界で初めて搭載した。

### 日本での発売
2018年11月、日本に導入されるモデルのラインナップと価格が発表された。日本市場にはディーゼルが1種類（180ps）、ガソリンが3種類（P300はマイルドハイブリッド）が用意された。
2019年6月1日、日本市場での注文受付が開始された。
| エンジン型式 | 総排気量 cc | ボアxストローク mm/mm | 最高出力 kW (PS)/rpm | 最大トルク Nm/rpm  | 搭載モデル                                       | 販売時期   | 価格    |
| ------------ | ----------- | --------------------- | -------------------- | ------------------ | ------------------------------------------------ | ---------- | ------- |
| D180         | 1,999       | 83x92.4               | 132（180） /2,400    | 430 /1,750 - 2,500 | レンジローバー イヴォーク                        | 2019年6月- | 523万円 |
| D180         | 1,999       | 83x92.4               | 132（180） /2,400    | 430 /1,750 - 2,500 | レンジローバー イヴォークS                       | 2019年6月- | 591万円 |
| D180         | 1,999       | 83x92.4               | 132（180） /2,400    | 430 /1,750 - 2,500 | レンジローバー イヴォークSE                      | 2019年6月- | 667万円 |
| D180         | 1,999       | 83x92.4               | 132（180） /2,400    | 430 /1,750 - 2,500 | レンジローバー イヴォークR-DYNAMIC S             | 2019年6月- | 624万円 |
| D180         | 1,999       | 83x92.4               | 132（180） /2,400    | 430 /1,750 - 2,500 | レンジローバー イヴォークR-DYNAMIC SE            | 2019年6月- | 700万円 |
| D180         | 1,999       | 83x92.4               | 132（180） /2,400    | 430 /1,750 - 2,500 | レンジローバー イヴォーク ファーストエディション | 2019年6月- | 821万円 |
| P200         | 1,997       | 83x92.4               | 147（200） /5,500    | 320 /1,200 - 4,500 | レンジローバー イヴォーク                        | 2019年6月- | 461万円 |
| P200         | 1,997       | 83x92.4               | 147（200） /5,500    | 320 /1,200 - 4,500 | レンジローバー イヴォークS                       | 2019年6月- | 528万円 |
| P200         | 1,997       | 83x92.4               | 147（200） /5,500    | 320 /1,200 - 4,500 | レンジローバー イヴォークSE                      | 2019年6月- | 605万円 |
| P250         | 1,997       | 83x92.4               | 183（249） /5,500    | 365 /1,200 - 4,500 | レンジローバー イヴォークSE                      | 2019年6月- | 646万円 |
| P250         | 1,997       | 83x92.4               | 183（249） /5,500    | 365 /1,200 - 4,500 | レンジローバー イヴォークR-DYNAMIC S             | 2019年6月- | 602万円 |
| P250         | 1,997       | 83x92.4               | 183（249） /5,500    | 365 /1,200 - 4,500 | レンジローバー イヴォークR-DYNAMIC SE            | 2019年6月- | 679万円 |
| P250         | 1,997       | 83x92.4               | 183（249） /5,500    | 365 /1,200 - 4,500 | レンジローバー イヴォークR-DYNAMIC HSE           | 2019年6月- | 747万円 |
| P250         | 1,997       | 83x92.4               | 183（249） /5,500    | 365 /1,200 - 4,500 | レンジローバー イヴォーク ファーストエディション | 2019年6月- | 799万円 |
| P300         | 1,997       | 83x92.4               | 221（300） /5,500    | 400 /1,500 - 4,500 | レンジローバー イヴォークR-DYNAMIC S             | 2019年6月- | 656万円 |
| P300         | 1,997       | 83x92.4               | 221（300） /5,500    | 400 /1,500 - 4,500 | レンジローバー イヴォークR-DYNAMIC SE            | 2019年6月- | 733万円 |
| P300         | 1,997       | 83x92.4               | 221（300） /5,500    | 400 /1,500 - 4,500 | レンジローバー イヴォークR-DYNAMIC HSE           | 2019年6月- | 801万円 |